# Alexander Nybo
Alexander Jungklas Nybo (Randers, 12 de abril de 1995) es un exfutbolista danés que jugaba como portero.

## Trayectoria

### Randers FC
Nybo se une a las categorías inferiores del Randers FC procedente del Sønderhald IF en 2009. A los 16 años, ya solía entrenar con el primer equipo y en la temporada 2014-15 es ascendido a éste de forma definitiva.
Fue convocado para el partido contra el Odense BK el 26 de octubre de 2014 por primera vez, ganando su equipo por 3-0.

### Hobro IK
El 6 de julio de 2015 firma por el Hobro IK de la Superliga danesa con un contrato por 2 años. Debuta el siguiente 2 de septiembre contra el Vejle Boldklub en la Copa de Dinamarca, un partido que fue a penaltis y donde Nybo paró el lanzamiento decisivo para lograr la victoria de su equipo.
Debuta en liga el 15 de mayo de 2016 frente al Odense Boldklub, donde volvió a parar un penalti y su equipo consiguió ganar por 1-0.

### FC Fredericia
Tras disputar 6 partidos en 2 temporadas con el Hobro, el 6 de junio de 2017 firma por el FC Fredericia de la NordicBet Liga. En el club se convierte en el portero titular y juega 35 partidos en su primera temporada, aún sufriendo una lesión que le dejó fuera desde noviembre de 2017 a marzo de 2018.
Nybo empieza la temporada 2018-19 de nuevo como titular y en octubre de 2018 renueva su contrato hasta junio de 2021. Termina disputando 34 partidos esa temporada y 32 la siguiente.
A pesar de que en la temporada 2020-21 el portero cedido por el FC Midtjylland, Elías Ólafsson, le roba la titularidad y juega sólo 7 partidos en toda la temporada, renueva su contrato con el club en mayo de 2021. Tras volver Elías al Midtjylland en la temporada 2021-22, Alexander recupera la titularidad en el Fredericia y lo juega todo en liga.

### Regreso a Randers
El 22 de enero de 2022 se oficializa su regreso al club, firmando hasta 2024 y ejerciendo también como entrenador de porteros en el fútbol base del equipo.

## Clubes
Actualizado al último partido disputado el 9 de noviembre de 2022.
| Club          | País      | Año       | Partidos |
| ------------- | --------- | --------- | -------- |
| Randers FC    | Dinamarca | 2014-2015 | 0        |
| Hobro IK      | Dinamarca | 2015-2017 | 6        |
| FC Fredericia | Dinamarca | 2017-2022 | 128      |
| Randers FC    | Dinamarca | 2022-2024 | 1        |